# أمير المصري
أمير المصري (2 أغسطس 1990 -)، ممثل مصري بريطاني. شارك في أول فيلم له مع الفنان محمد هنيدي في فيلم رمضان مبروك أبو العلمين حمودة بعام 2008 والثالث له مع الفنان الجديد محمدالزنونى. حصل على جائزة أفضل ممثل عن دوره في فيلم (ليمبو) في جوائز البافتا 2021 وشارك ايضا في مسلسل نصيبي وقسمك الجزء الرابع حكاية النظارة البيضاء

## أعماله

### في السينما
- رمضان مبروك أبو العلمين حمودة.
- الثلاثة يشتغلونها.
- rose water[2]
- The night manager [3]
- Lost in london[4]
- Tyrant[5]
- The Arabian warriorالمحارب العربي [6][7]
- البرنسيسة بيسة[8]
- فيلم ليبمو (2020)[9]
- ريتسا (2021)[10]
- A hunting in venice (2024)

## وصلات خارجية
- أمير المصري على موقع IMDb (الإنجليزية)
- أمير المصري على موقع الدهليز
- أمير المصري على موقع قاعدة بيانات الأفلام العربية
- أمير المصري على موقع قاعدة بيانات الفيلم (الإنجليزية)